# 哈巴爾托夫
哈巴爾托夫（捷克語：Habartov）是捷克的城鎮，位於該國西部，距離索科洛夫8公里，由卡羅維發利州負責管轄，面積21.16平方公里，海拔高度484米，2006年人口5,421。

## 外部連結
- Municipal website*（页面存档备份，存于）